# Dan Frost (rugby à XV)
Pour les articles homonymes, voir Dan Frost et Frost.
Pas d'image ? Cliquez ici

a Compétitions nationales et continentales officielles uniquement.

b Matchs officiels uniquement.
Dernière mise à jour le 17 décembre 2024.
Dan Frost, né le 24 avril 1997 à Taunton (Angleterre), est un joueur anglais de rugby à XV jouant au poste de talonneur aux Exeter Chiefs depuis 2022.

## Biographie

### Jeunesse et formation
Dan Frost est né à Taunton en Angleterre. Il fait sa formation rugbystique à Bath Rugby et est international anglais chez les moins de 18 ans.

### Carrière professionnelle
Dan Frost commence sa carrière aux Taunton Titans (en) en 2015. Durant la saison 2017-2018, il joue 17 matchs et marque dix essais, ce qui lui permet d'être repéré par les Cornish Pirates qu'il rejoint finalement pour la fin de cette saison. Il s'y engage pour un an. En 2020, il prolonge de deux ans son contrat avec les Pirates.
Après plusieurs bonnes saisons en RFU Championship, il est recruté par les Wasps à partir de la saison 2021-2022. Il arrive pour compenser le départ de Tommy Taylor aux Sale Sharks,.
À la suite de la disparition du club des Wasps en cours de saison 2022-2023, il s'engage librement avec les Exeter Chiefs. En fin de saison, après avoir donné satisfaction à son entraîneur Rob Baxter, il prolonge son contrat de deux ans avec son nouveau club.
En 2024-2025, il perd la finale de la Coupe d'Angleterre, battu 48 à 14 par Bath Rugby. Après cette saison, il quitte Exeter et s'engage à Bath Rugby.

## Palmarès
- Exeter Chiefs
  - Finaliste de la Coupe d'Angleterre en 2025